# Gouvernement Albert de Broglie (2)
Troisième République
Gouvernement Albert de Broglie I Gouvernement Ernest Courtot de Cissey
Le deuxième gouvernement Albert de Broglie est le gouvernement de la Troisième République en France du 26 novembre 1873 au 16 mai 1874.

## Composition

### Nominations du 26 novembre 1873
| Fonction | Fonction                  | Image | Nom               | Parti politique |
| -------- | ------------------------- | ----- | ----------------- | --------------- |
|          | Vice-président du Conseil |       | Albert de Broglie | Orléaniste      |

| Fonction | Fonction                                                         | Image | Nom                           | Parti politique |
| -------- | ---------------------------------------------------------------- | ----- | ----------------------------- | --------------- |
|          | Ministre de l’Intérieur                                          |       | Albert de Broglie             | Orléaniste      |
|          | Ministre des Affaires étrangères                                 |       | Louis Decazes                 | Orléaniste      |
|          | Ministre de la Justice                                           |       | Octave Depeyre                | Légitimiste     |
|          | Ministre de la Guerre                                            |       | François Charles du Barail    | Bonapartiste    |
|          | Ministre de la Marine et des Colonies                            |       | Charles de Dompierre d'Hornoy | Légitimiste     |
|          | Ministre de l'Instruction publique, des Beaux-arts et des Cultes |       | Oscar Bardi de Fourtou        | Bonapartiste    |
|          | Ministre des Finances                                            |       | Pierre Magne                  | Bonapartiste    |
|          | Ministre des Travaux publics                                     |       | Charles de Larcy              | Légitimiste     |
|          | Ministre de l'Agriculture et du Commerce                         |       | Alfred Deseilligny            | Orléaniste      |
|          | Sous-secrétaire d'État à l'Intérieur                             |       | Louis-Numa Baragnon           | Légitimiste     |

### Nominations du 27 novembre 1873
| Fonction | Fonction                                        | Image | Nom               | Parti politique |
| -------- | ----------------------------------------------- | ----- | ----------------- | --------------- |
|          | Sous-secrétaire d'État aux Finances             |       | Léon Lefébure     | Orléaniste      |
|          | Sous-secrétaire d'État à la justice             |       | Ambroise Vente    | Orléaniste      |
|          | Sous-secrétaire d'État à l'Instruction publique |       | Albert Desjardins | Orléaniste      |

## Actions
Le gouvernement poursuit la politique d'Ordre moral qui a été instauré par le premier gouvernement Albert de Broglie. Le gouvernement fait voter la loi des maires pour lutter contre le républicanisme municipal. La loi du 20 janvier 1874 déclarait : « Jusqu'au vote de la loi organique municipale, les maires et les adjoints seront nommés par le président de la république dans les chefs-lieux de départements, d'arrondissement et de canton ; dans les autres communes par le préfet. » Cette mesure fut mal reçue dans les campagnes. Par ailleurs, Magne, le ministre des finances, fait voter derechef une augmentation des contributions directes. La loi du 19 mai interdit l'emploi des enfants de moins de douze ans (article 2). Ils ne doivent pas être présents à l'atelier plus de douze heures ; le travail de nuit est interdit pour les filles mineures, pour les garçons de moins de 16 ans (article 4). Les monarchistes intransigeant jugeaient Broglie et les orléanistes responsables de l'échec de la restauration. Le gouvernement avait interdit plusieurs journaux légitimistes, car ils critiquaient le pouvoir. Par conséquent, les légitimistes s'allièrent aux républicains et aux bonapartiste et repoussèrent le projet de loi sur la création d'une seconde chambre par 388 voix contre 317.

## Fin du gouvernement et passation des pouvoirs
Le 16 mai 1874, une coalition composée des légitimistes, bonapartistes et républicains mit le gouvernement de Centre droit en minorité lors d'un vote relatif à la priorité à donner à la loi électorale politique (381 voix contre 317). Albert de Broglie remit la démission du gouvernement au président de la République, Patrice de Mac-Mahon.
Le 22 mai 1874, Patrice de Mac-Mahon nomma Ernest Courtot de Cissey à la vice-présidence du Conseil.